# Calabaria reinhardtii
Calabaria reinhardtii är en ormart som beskrevs av Schlegel 1848. Calabaria reinhardtii är uppkallad efter danske zoologen Johannes Theodor Reinhardt, den är ensam i släktet Calabaria som ingår i familjen boaormar. Inga underarter finns listade. Släktnamnet syftar på staden Calabar som ligger i utbredningsområdet.
Denna orm blir vanligen 1,10 meter lång. Den kännetecknas av att huvudet och svansens slut ser nästan likadan ut. Arten har huvudsakligen mörkbruna till svarta fjäll. Ibland är flera röda fjäll inblandade och vissa exemplar har vita fläckar. De vita fläckarna finns oftast vid svansen. Troligen ska fiender förvirras, då andra ormar har sina vita områden på hakan. Huvudet kännetecknas av små ögon som har samma färg som fjällen och en smal mun.
Artens utbredningsområde ligger i västra och centrala Afrika från Guinea till västra Kongo-Kinshasa. Den vistas där i skogar och jagar olika smådjur som unga gnagare. Calabaria reinhardtii gräver därför underjordiska gångsystem. Honan lägger en till fyra ägg per tillfälle. I sällsynta fall dokumenteras exemplar som klättrar i buskarnas låga delar eller som gömmer sig i termitstackar. En individ som känner sig hotad skapar en boll genom att rulla ihop sig med huvudet gömd och svansen på utsidan. Honan ligger inte på äggen innan de kläcks. Ungar som avlades i fångenskap blev redan efter tre år könsmogna. Calabaria reinhardtii livslängd går troligen upp till 20 år.